# Évasion d'Andreas Baader
L'évasion d'Andreas Baader, leader de la Fraction armée rouge emprisonné depuis 1968, se produisit le 14 mai 1970.

## Déroulement
Andreas Baader arrêté, il rencontre la journaliste Ulrike Meinhof dans une maison de la périphérie de Berlin-Ouest sous surveillance policière où un commando le fait évader. Ulrike Meinhof entre alors dans la clandestinité.

## Composition du commando
- Gudrun Ensslin
- Astrid Proll (chauffeuse de l'Alfa Romeo au volant de laquelle tout le monde s'échappe)
- Irene Goergens (fournit des armes en s'infiltrant à l'intérieur)
- Ingrid Schubert (fournit des armes en s'infiltrant à l'intérieur)